# Karel Vaš
Karel Vaš (20. března 1916 Užhorod – 8. prosince 2012 Praha) byl československý voják, agent NKVD, důstojník vojenské zpravodajské služby OBZ, soudce a prokurátor vykonstruovaných soudních procesů. Známý je klíčovým podílem na justiční vraždě armádního generála Heliodora Píky.

## Život
Jako člen zpravodajství čs. brigády v SSSR je zodpovědný za přeřazování stovek pro NKVD nepohodlných vojáků do trestních oddílů, de facto odsouzených na smrt. Po válce pak organizoval deportace stovek občanů ČSR i uprchlíků z východu do gulagů NKVD. Jím vycvičené a jemu podřízené bezpečnostní oddíly mají na svědomí vraždy 2000-3000 civilistů německé národnosti v Postoloprtech, na jeho přímý rozkaz 8 civilistů v Kroměříži a 12 v Praze-Kobylisích. Po komunistickém puči v únoru 1948 jako prokurátor a soudce ve vykonstruovaných procesech třídní justice navrhl nebo vynesl desítky trestů smrti.

### Mládí
Narodil se 20. března 1916 v Užhorodě v tehdejším Uhersku (na Podkarpatské Rusi, od roku 1919 součásti ČSR) do maďarsky mluvící rodiny židovského advokáta Hynka Vaše a jeho manželky Hedviky Vašové, rozené Deutschové. Absolvoval osmileté gymnázium v Užhorodě. V 17 letech, roku 1933, vstoupil do KSČ, byl tajemníkem komunistické organizace Hnutí přátel Sovětského svazu a demokratického Španělska. V roce 1936 byl za násilnosti na demonstraci odsouzen na 14 dnů do vězení. V Praze studoval právnickou fakultu Univerzity Karlovy, na které promoval 12. února 1939.
Na příkaz KSČ se v květnu 1939 vrátil zpět do Užhorodu, který v té době okupovali Maďaři (v březnu 1939 dobyli Karpatskou Ukrajinu, tj. Podkarpatskou Rus, na podzim 1938 byl změněn její název). Zde byl pověřen organizováním ilegálního komunistického mládežnického hnutí a později i drobnými sabotážemi. Otec byl v té době již mrtev, matka byla v domácnosti, a protože on sám neměl povolení pracovat, žil z darů příbuzných. Koncem roku 1939, po zatýkání komunistických funkcionářů, dostal příkaz emigrovat do SSSR.

### V Sovětském svazu
Po přechodu hranic do Sovětského svazu zavraždil svého převaděče, poté byl zadržen sovětskou hlídkou, zatčen, odsouzen za protisovětskou činnost a vězněn NKVD v gulagu, postupně v Nadvorné, Stanislavově a Poltavě. Posléze byl odsouzen ke třem letům nucených prací v pracovním táboře Kedrovyj Šor poblíž města Inta (200 km od Vorkuty) v Autonomní sovětské socialistické republice Komi za ilegální překročení hranice. Dle slov Mikuláše Kroupy, po návratu z gulagu vážil 35 kilo a byl schopen čehokoliv. Jeho víra v komunismus a Sovětský svaz zůstala nezlomena, dle vlastních slov již zde spolupracoval s NKVD. Po dvou letech vězení se přihlásil k nově se formující československé jednotce v Buzuluku a 4. ledna 1943 byl z gulagu propuštěn. Vznik jednotky prosadil plukovník (poté generál) Heliodor Píka, jeho pozdější justiční oběť, jako velitel vojenské mise v SSSR a vyslanec Československé exilové vlády v Londýně, a tím z komunistických gulagů zachránil přeživší československé emigranty. Odvodní komisí byl pro oční vadu zařazen ke kancelářské službě písaře roty. Od 16. února 1943 byl přidělen k polnímu prokurátorovi, nakonec jako přednosta polního soudu. K 1. lednu 1945 nastoupil k 2. (zpravodajskému) oddělení štábu 1. čs. samostatné brigády (od r.1944 součásti 1.čs.armádního sboru), jako zástupce náčelníka OBZ Reicina.
Během výcviku prošel i zpravodajskými školeními NKVD, se kterou zůstal v úzkém kontaktu přes její důstojníky. Vykonával její pokyny, dodával jí informace a vydával jí československé občany, a to až do konce roku 1951.

### 1945–1947
Po požadavku NKVD na založení OBZ (respektive po jejím vyčlenění ze struktury brigády), tedy zpravodajské služby podle sovětského vzoru, byl v lednu 1945 na žádost NKVD jmenován zástupcem přednosty Bedřicha Reicina. U OBZ měl na starosti oficiálně tzv. vnější obranu, což znamenalo nejen zpravodajskou činnost proti domnělým i skutečným německým špiónům, diverzantům a vlastním lidem, ale i bezprecedentní výkonnou funkci zastrašování a likvidace Sovětům nepohodlných osob.
Po vytvoření Hlavní správy OBZ 15. dubna 1945 (a jmenování B. Reicina do jejího čela) se stal přednostou OBZ 1. československého armádního sboru a náčelníkem oddělení vnější ochrany. Jejím úkolem měla být „likvidace nacistických agentur, werwolfů, stíhání kolaborantů a zrádců, sledování „štvavých elementů“ na Těšínsku, činnosti Armie Krajowe, andersovců a banderovců“.
Jako nacističtí špioni byli označováni i oponenti komunismu, nebo kritici poměrů v Rudé armádě. OBZ pod jeho a Reicinovým vedením provádělo deportace československých občanů, především slovenských důstojníků do SSSR za účelem internace, vylučování osob německé a maďarské národnosti z armádního sboru a jejich deportace do SSSR, deportace emigrantů před bolševismem z Podkarpatské Rusi do gulagů, výslechy, násilí a zastrašování nepohodlných osob podle pokynů NKVD atd.
Po osvobození bylo Vašovi nabídnuto místo náčelníka vnější ochrany HS OBZ. V této funkci měl mít oficiálně na starosti stíhání kolaborantů, likvidaci zbývajících nacistických organizací a banderovců. Mimo jiné v rozporu s mezinárodním právem zatkl a předal polské státní bezpečnosti tři Poláky pobývající na československém území.
On sám později v roce 1956 přiznal systematické porušování platných zákonů ve prospěch „pracujícího lidu“. Demonstroval to na příkladu Banderovců; ti, kteří se v roce 1946 dostali živí do rukou OBZ, byli předáni do Polska nebo do SSSR NKVD, kde po výslechu byli bez soudu popraveni. Taktéž přiznal podíl na únosu pracovnice polské diplomacie v Praze, která chtěla emigrovat do Bavorska.
V prosinci 1947 byl po rozporech s Reicinem propuštěn ze zpravodajské služby a přeřazen jako prokurátor k Vrchní vojenské prokuratuře v Praze. Důvodem byla údajná opilost na veřejnosti.

### 1948–1953
Do října 1948 pracoval u Vrchní vojenské prokuratury a poté se stal vyšetřujícím soudcem Státního soudu Praha. Zde od 9. června do 17. listopadu 1948 dokončil také výslechy Heliodora Píky. Generál Píka v motácích z vězení synu Milanovi zdůraznil, že protokoly z výslechů jsou jen Vašovy lži. Vašovi byl prostřednictvím sovětského rezidenta NKVD a zároveň diplomata Chazanova sdělen mimořádný zájem sovětského vedení na rychlém ukončení případu gen. Píky, nutnosti falšovat nedostatečné důkazní materiály a podávat pravidelná hlášení. Zřejmě se Vaš nepodílel na týrání vyšetřovaných gen. Píky a svědků, ale z titulu své funkce a charakteru útrap musel být o průběhu vyšetřování informován, jakož i podrobně zpraven o výrobě falzifikátů; bylo např. vyrobeno falzum – zpráva o setkání Píky s gen. Davidsonem, vedoucím anglické špionáže. V dohodě mezi Reicinem a Vašem bylo stanoveno, že soudní proces nezačne dříve, než bude možno udělit trest smrti.
Dále pracoval na více než 100 případech, ve kterých navrhl desítky trestů smrti (např. Rostislavu Krejčiříkovi navrhl „trest smrti provazem pro výstrahu“ za převod emigrantů přes hranice), z nichž 12 bylo provedeno.
V lednu 1949 se stal referentem vojenského oddělení Státní prokuratury Praha. V této funkci zpracovával jako vyšetřovatel případ gen. Píky a byl pověřen sepsáním konceptu žaloby. Nakonec pro Helidora Píku navrhl jako prokurátor trest smrti. Samotného soudu s Píkou se osobně účastnil jako expert státní prokuratury. Do konce svého života považoval generála Píku za zrádce, který se přiznal a dostal adekvátní trest.
Dne 1. května 1949 se stal předsedou senátu Vrchního vojenského soudu Praha a 15. prosince 1949 přešel ke 4. odboru ministerstva národní obrany (MNO), od podzimu 1950 byl ve funkci náčelníka soudního oddělení hlavní soudní správy MNO.
V březnu 1951 byl zproštěn služby a 1. července téhož roku byl přeložen do zálohy. Dne 11. srpna 1951 byl zatčen, neboť se dostal na seznam nepohodlných a nebezpečných komunistů (dalšími byli např. Rudolf Slánský či Bedřich Reicin) již sebejistého totalitního režimu. Jeden a půl roku byl držen ve vyšetřovací samovazbě na Domečku, kde musel vydržet vyšetřovací metody, které sám pomáhal zavádět. Dne 31. července 1953 byl za trestné činy velezrady, vyzvědačství a spoluúčasti na vraždě odsouzen k trestu odnětí svobody na doživotí. Obžaloba ho vinila z toho, že předal USA tzv. Štěchovický archív, dále že rozvracel chod vojenských soudů, spolčil se s jugoslávským špiónem a v roce 1946 vydal rozkaz k zastřelení zajištěného belgického občana Emila de Backera.

### 1954–1968
Vaš nastoupil výkon trestu v Leopoldově. Zde byl svými oběťmi, které dostal ve vykonstruovaných procesech do věznic, nyní spoluvězni, podle vlastních slov zbit. Díky uvězněné generalitě a duchovenstvu, kteří nedovolili vězňům činit na něm násilí, však zřejmě unikl skutečné pomstě. V té době podal několik žádostí o obnovení procesu (mimo jiné žádal v SSSR o potvrzení své spolupráce s NKVD).
Vzhledem k amnestiím prezidenta republiky z let 1948 a 1953 mu byl v roce 1955 trest snížen na 25 let odnětí svobody a rozsudkem ze dne 21. září 1956 byl v celém rozsahu zproštěn obžaloby (ve věci velezrady a vyzvědačství, přičemž spoluúčast na vraždě nelze prokázat) a propuštěn na svobodu. Proti tomuto rozsudku podal generální prokurátor odvolání k Nejvyššímu soudu, to však bylo v plném rozsahu zamítnuto. Za své věznění žádal o odškodnění, a jako odškodnění dostal od československého státu částku 66 000 korun československých.
Po svém propuštění pracoval v knihovně ministerstva spravedlnosti, jako pomocný dělník na stavbě a jako referent v obchodním oddělení Mototechny. Zároveň podal žádost o přezkoumání rozhodnutí Nejvyššího soudu – vojenského kolegia, v němž uváděl, že na smrti de Backera nenese žádnou vinu. Tato žádost však byla v roce 1964 zamítnuta.
V roce 1963 podal žádost o vrácení členství v KSČ. Přestože komise ÚV KSČ žádost zamítla, Ústřední a kontrolní komise KSČ mu členství 17. července 1963 vrátila s udělenou důtkou.
Zároveň v 60. letech dálkově absolvoval historii na FF UK, napsal několik historických studií (např. Potlačovací orgány státního aparátu 1918–1939). Poté pracoval na vojenské správě Vojenské politické akademie Klementa Gottwalda a do důchodu jako novinář – redaktor odborných listů v Ústřední radě odborů.
Při řízení o obnově procesu Heliodora Píky ve dnech 3.–4. prosince 1968 vyšly najevo skutečnosti svědčící o tom, jakým způsobem byl získáván důkazní materiál proti Píkovi.

### 1968–2012

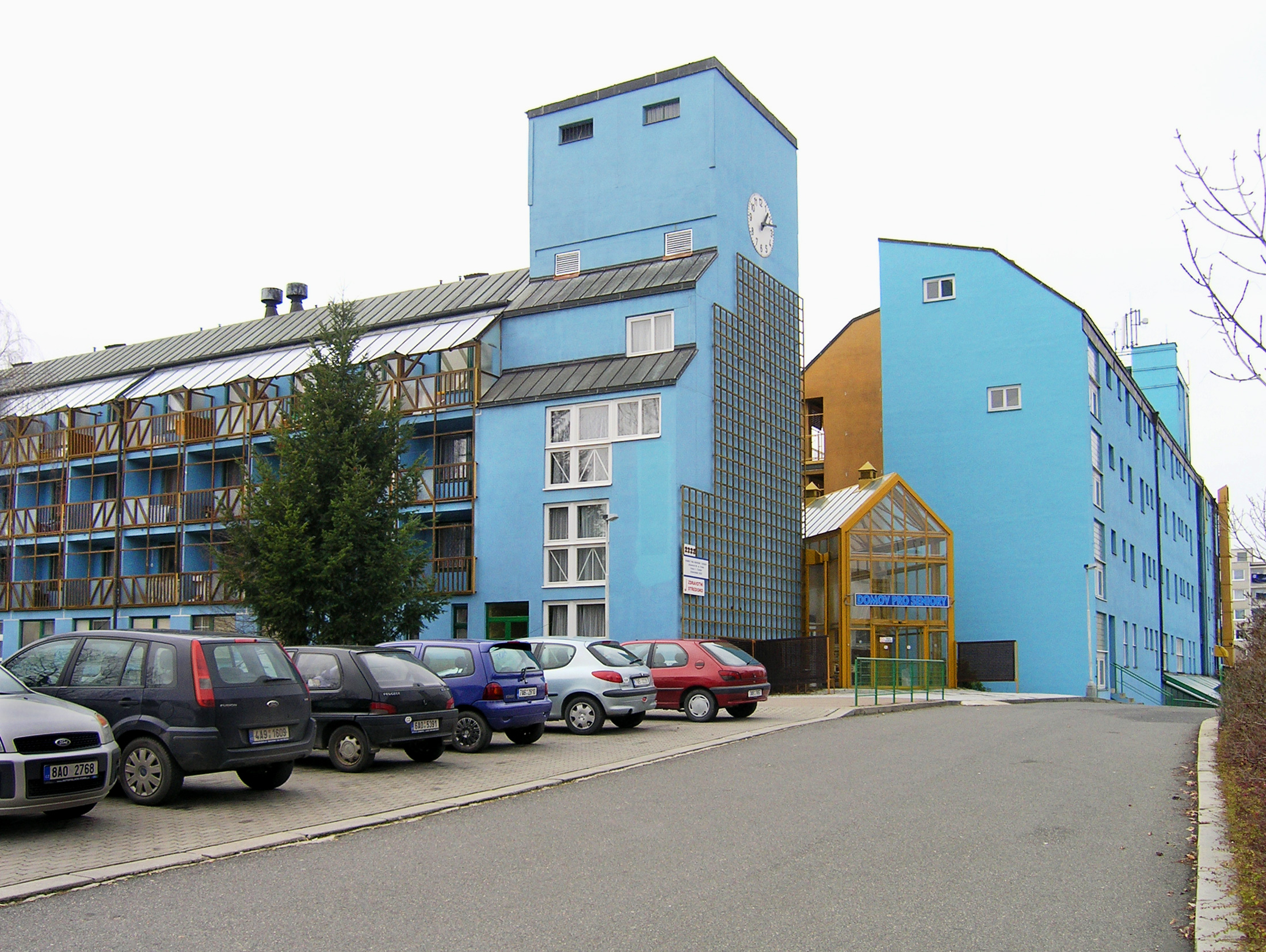
Domov pro seniory na pražském Chodově, kde Karel Vaš dožil svůj život

Ve školním roce 1972/73 na Filosofické fakultě University Karlovy v Praze přednášel a zkoušel z předmětu Dějiny mezinárodního dělnického hnutí a KSČ.
Dne 13. února 1990 mu byla Vyšším vojenským soudem zamítnuta žádost o soudní rehabilitaci, neboť již byl v minulosti zproštěn obžaloby v plném rozsahu.
V roce 1998 byl obviněn nejdříve ze zneužití úřední a služební moci, čímž rozhodující měrou přispěl k odsouzení H. Píky k trestu smrti. Pozdější překvalifikování žaloby na trestný čin vraždy formou spolupachatelství bylo Městským státním zastupitelstvím v Praze zrušeno jako nezákonné a neodůvodněné. Následné stížnosti ministra spravedlnosti ze 4. června 1999 vyhověl Nejvyšší soud ČR a vrátil zpět vyšetřovateli na došetření.
Dne 6. února 2001 byla podána obžaloba pro trestný čin vraždy. Dne 15. června 2001 byl odsouzen k nepodmíněnému trestu odnětí svobody na sedm let za falšování důkazů, porušení trestního řádu (inscenace procesu), manipulace výpovědí a intervence rezidenta NKVD. Na základě odvolání odsouzeného byla věc přezkoumána Vrchním soudem v Praze. Dne 15. ledna 2002 byl rozsudek zrušen a trestní stíhání zastaveno z důvodu promlčení, překvalifikováním vraždy úkladné na vraždu prostou. Rozsudek nabyl právní moci. Dovolání Nejvyššího státního zastupitelství k Nejvyššímu soudu bylo 12. června 2002 zamítnuto jako neopodstatněné; předsedou tohoto senátu byl Zdeněk Sovák, v r. 2020 obviněný v jiných kauzách z korupce, Vaše zastupoval advokát ÚV KSČM Čestmír Kubát. Po promlčení byl na Vaše chystán atentát, k jeho uskutečnění ale nedošlo. Zabití Karla Vaše připravovali generál Miroslav Kácha a plukovník Pravomil Raichl. V den, kdy se měl atentát uskutečnit, však dostal plukovník Raichl infarkt myokardu a zemřel.
Karel Vaš zůstal nepotrestán a do své smrti žil v domově pro seniory v Praze. Zemřel 8. prosince 2012. Jeho dcera Galina Vašová po jeho smrti vzala urnu s jeho popelem, který rozptýlila někde ve volné přírodě, protože si dle jejích slov její otec nezaslouží mít hrob.

## Vyznamenání
- Československý válečný kříž 1939
- Československá medaile Za chrabrost před nepřítelem
- Československá vojenská medaile za zásluhy, I. stupeň
- Pamětní medaile československé armády v zahraničí, se štítkem SSSR